# 院伝奏
院伝奏（いんのでんそう）は、院（上皇・法皇）への奏請を取り次ぐ院司の役職。

## 概要

### 鎌倉時代
後白河法皇の時代に、高階泰経と吉田経房がこの地位にあったとされているが、常設されるのは、宝治元年（1247年）に後嵯峨上皇が吉田為経・葉室定嗣を伝奏に補任してからである。2名は隔日で上皇の下に出仕して関東申次が扱う職掌以外の全ての奏事を伝奏するものとされた。中納言・参議・大弁級の実務に通じた中堅公卿が任じられていたが、任務の増大とともに定員が増加し、弘安2年（1279年）に亀山上皇は定員を6人として2名ずつ結番させることとした。後に伝奏は公家政治の一翼を担う制度として神宮伝奏や武家伝奏などに分化していくことになる。

### 江戸時代
江戸時代に明正天皇の譲位に伴って復活され、貞享3年（1686年）の霊元天皇の譲位後に整備された。定員2名で家格とは関係なく院評定や議奏などの実務を経験した正三位以上の公卿から選ばれた（ただし、機構改革を試みられた桜町上皇期には八条隆英1名）。院評定とともに「院両役」と称され、江戸幕府の同意をもって任命されることとされていたが、禁裏の役職である武家伝奏や議奏とは異なり、京都所司代をはじめとする幕府側は上皇・法皇の人事案を追認するだけの形式上の手続であった。役料は30石で、院伝奏と同様に仙洞御所の内分（蔵米）から支給された。仙洞御所の実務の最高責任者であり、上皇・法皇の補佐を行ってその言葉を第三者に伝達したり、第三者からの申入れを上皇・法皇に言伝したりした。また、摂政・関白・武家伝奏などの禁裏御所側や、京都所司代などの幕府側との交渉にあたった。仙洞御所内における院伝奏の立場は重く、上皇・法皇との面会や賜物の下賜においては院伝奏が優先され、摂家や大臣であってもその後塵を拝することとなっていた。